# Pentaschistis tortuosa
Pentaschistis tortuosa är en gräsart som först beskrevs av Carl Bernhard von Trinius, och fick sitt nu gällande namn av Otto Stapf. Pentaschistis tortuosa ingår i släktet Pentaschistis och familjen gräs. Inga underarter finns listade i Catalogue of Life.